# Good Life (пісня Каньє Веста)
«Good Life» — пісня американського репера Каньє Веста, випущена 2 жовтня 2007 року як третій сингл з його третього студійного альбому Graduation. Пісня містить гостьову участь співака T-Pain і бек-вокал від Джона Ледженда та Ne-Yo. «Good Life» спродюсували Каньє Вест, Майк Дін та DJ Toomp. Вона містить семпли з пісні «P.Y.T. (Pretty Young Thing)» Майкла Джексона.
Пісня зайняла 7-е місце в чарті Billboard Hot 100 та перше місце в Hot Rap Songs.
«Good Life» отримав загалом позитивні відгуки музичних критиків. Дехто високо оцінив композицію та семпл, а деякі критики підкреслили здатність Веста поєднувати музичні елементи. Кілька видань, зокрема PopMatters і Eye Weekly, віднесли пісню до списку найкращих пісень у 2007 році. «Good Life» перемогла в номінаціях «Найкраща співпраця» та «Найкраща реп-пісня» на BET Awards 2008 та 50-й щорічній церемонії вручення премії «Греммі» відповідно.

## Музичний стиль

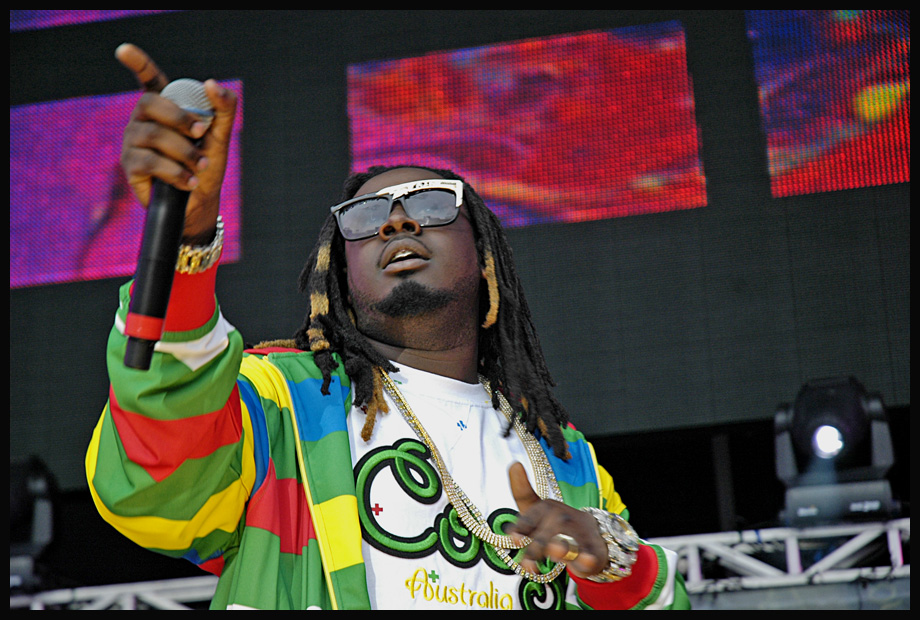
T-Pain у 2007 році

У музичному відношенні «Good Life» — поп-номер з елементами соул-музики. Він побудований на прискореному фрагменті аутро до «P.Y.T. (Pretty Young Thing)», написаного Квінсі Джонсом і Джеймсом Інгремом у виконанні Майкла Джексона. Багато авторів відзначали літній стиль пісні. Він містить багатошарові, пискливі синтезатори у виконанні Омара Едвардса, який також брав участь у фортепіано, а додаткове програмування барабанів зробив продюсер Timbaland. 
У тексті пісні Каньє Вест відзначає свій успіх і демонструє рішучість досягти успіху, а також прийняти капіталізм.

## Відеокліп
Кліп на пісню «Good Life» вийшов у вересні 2007 року. Режисерами виступили Jonas & François, які раніше створювали візуальне оформлення для «D.A.N.C.E.» групи Justice, якій «Touch the Sky» Каньє Веста програла нагороду на MTV Europe Music Awards 2006 року. Вест використав для відео зовсім іншу версію пісні, яку він наполягав на тому, щоб Ті-Пейн прослухав перед початком зйомок.

## Список композицій
CD
1. «Good Life» (Explicit Album Version)
2. «Good Life» (Instrumental)
3. «Can't Tell Me Nothing» (Remix)
4. «Good Life» (Video-Track)

LP
1. «Good Life» (Radio Edit)
2. «Good Life» (Album Version)
3. «Good Life» (Instrumental)
4. «Good Life» (Radio Edit)
5. «Good Life» (Album Version)
6. «Good Life» (Instrumental)

## Чарти
| Чарт (2007–2008)                          | Пікова позиція |
| ----------------------------------------- | -------------- |
| Австралія (ARIA)                          | 21             |
| Бельгія (Ultratip Flanders)               | 18             |
| Бельгія (Ultratip Wallonia)               | 22             |
| Канада (Canadian Hot 100)                 | 23             |
| Фінляндія (Suomen virallinen lista)       | 20             |
| Німеччина (Media Control AG)              | 78             |
| Ірландія (IRMA)                           | 24             |
| Нова Зеландія (RIANZ)                     | 11             |
| Румунія (Romanian Top 100)                | 96             |
| Словаччина (IFPI)                         | 79             |
| Велика Британія (Official Charts Company) | 23             |
| США (Billboard Hot 100)                   | 7              |
| 40                                        |                |
| США (Hot R&B/Hip-Hop Songs) (Billboard)   | 3              |
| США (Rap Songs) (Billboard)               | 1              |
| США (Mainstream Top 40) (Billboard)       | 18             |
| США Pop 100 (Billboard)                   | 18             |
| США (Rhythmic) (Billboard)                | 3              |

| Чарт (2007)                          | Позиція |
| ------------------------------------ | ------- |
| Australia Urban (ARIA)               | 37      |
| UK Singles (OCC)                     | 147     |
| US Hot R&B/Hip-Hop Songs (Billboard) | 69      |

| Чарт (2008)                          | Позиція |
| ------------------------------------ | ------- |
| Australia Urban (ARIA)               | 39      |
| US Billboard Hot 100                 | 79      |
| US Hot R&B/Hip-Hop Songs (Billboard) | 38      |
| US Hot Rap Songs (Billboard)         | 11      |

## Сертифікації
}
| Регіон | Сертифікація  | Продажі    |
| --- | ------------- | ---------- |
| Велика Британія (BPI)                                                                                      | Золотий       | 400 000    |
| США (RIAA)                                                                                                 | 3× Платиновий | 3 000 000  |
| США (RIAA) Mastertone                                                                                      | Платиновий    | 1 000 000* |
| *продажі, що базуються лише на сертифікаціях · продажі+прослуховування, що базуються лише на сертифікаціях |               |            |